# Peter Fullager
Peter Edward Fullager (ur. 19 kwietnia 1943) – brytyjski, a następnie australijski lekkoatleta, chodziarz, medalista igrzysk Brytyjskiej Wspólnoty Narodów w 1974.

## Kariera sportowa
Jako reprezentant Wielkiej Brytanii zajął 7. miejsce w chodzie na 20 kilometrów na mistrzostwach Europy w 1966 w Budapeszcie oraz 13. miejsce na tym samym dystansie na 
mistrzostwach Europy w 1969 w Atenach.
Od 1970 reprezentował Australię. Zdobył brązowy medal w chodzie na 20 mil na igrzyskach Brytyjskiej Wspólnoty Narodów w 1974 w Christchurch, ulegając jedynie reprezentantom Anglii Johnowi Warhurstowi i Royowi Thorpe’owi.
Czterokrotnie startował w pucharze świata w chodzie. Jako reprezentant Wielkiej Brytanii zajął 4. miejsce w chodzie na 20 kilometrów w 1965 w Pescarze i 6. miejsce na tym dystansie w 1967 w Bad Saarow, a jako reprezentant Australii zajął 13. miejsce w chodzie na 20 kilometrów w 1979 w Eschborn i nie ukończył chodu na 50 kilometrów w 1981 w Walencji.
Był brązowym medalistą mistrzostw Wielkiej Brytanii (AAA) w chodzie na 7 mil w 1965, a także wicemistrzem Wielkiej Brytanii (RWA) w chodzie na 20 kilometrów w 1965 i 1969 oraz brązowym medalistą na tym dystansie w 1968 i 1970. Był również mistrzem Australii w chodzie na 20 kilometrów w 1972, 1974 i 1980, wicemistrzem w chodzie na 50 kilometrów w 1970 i w chodzie na 3000 metrów w 1973/1974, a także brązowym medalistą w chodzie na 50 kilometrów w 1971 oraz w chodzie na 3000 metrów w 1974/1975 i 1976/1977.